# Leucorrhinia
Leucorrhinia é um género de libelinha da família Libellulidae.
Este género contém as seguintes espécies:
- Leucorrhinia albifrons (Burmeister, 1839)
- Leucorrhinia borealis  Hagen, 1890
- Leucorrhinia caudalis (Charpentier, 1840)
- Leucorrhinia circassica Bartenev, 1929
- Leucorrhinia dubia (Van der Linden, 1825)
- Leucorrhinia frigida  Hagen, 1890
- Leucorrhinia glacialis Hagen, 1890
- Leucorrhinia hudsonica (Selys, 1850)
- Leucorrhinia intacta (Hagen, 1861)
- Leucorrhinia intermedia Bartenev, 1912
- Leucorrhinia orientalis Selys, 1887
- Leucorrhinia patricia Walker, 1940
- Leucorrhinia pectoralis (Charpentier, 1825)
- Leucorrhinia proxima Calvert, 1890
- Leucorrhinia rubicunda (Linnaeus, 1758)
- Leucorrhinia ussuriensis Bartenev, 1914